# Leptogaster martini
Leptogaster martini là một loài ruồi trong họ Asilidae. Leptogaster martini được Farr miêu tả năm 1963. Loài này phân bố ở vùng Tân nhiệt đới.